# HTC Hurricane
HTC Hurricane（研發代號），是台灣宏達電公司所推出的智慧型手機，全球首款擁有QVGA解析度熒幕的手機，Typhoon的升級版，2005年7月於歐洲首度發表。客製版本Qtek 8200，Dopod 566，Dopod 586，i-mate SP4m，Orange SPV C550，O2 Xda Phone，T-Mobile SDA Music II。

## 技術規格
- 處理器：TI OMAP750 200MHz
- 作業系統：Windows Mobile 2003 SmartPhone Second Edition
- 記憶體：ROM：64MB，RAM：64MB
- 尺寸：108 毫米 X 46 毫米 X 17.5 毫米
- 重量：107g（含電池）
- 螢幕：QVGA 解析度、2.2 吋 TFT-LCD 螢幕
- 網路：GSM/GPRS
- 藍牙：Bluetooth 1.1
- 相機：130萬畫素相機，支援自動對焦功能
- 電池：1150mAh充電式鋰或鋰聚合物電池

## 外部連結
- HTC（页面存档备份，存于）
- Qtek
- Dopod